# West St. Paul
West St. Paul – miasto w Stanach Zjednoczonych, w stanie Minnesota, w hrabstwie Dakota.